# Prêmio Anonymous Was a Woman
O Prêmio Anonymous Was A Woman é um programa de bolsas para mulheres artistas com mais de 40 anos de idade, para fomentar a participação feminina no mundo da arte. O prêmio foi idealizado em 1996, em resposta à decisão do Fundo Nacional Para as Artes de parar de financiar artistas individuais.
O prêmio vem com uma doação de US$ 25.000 e foi idealizado para permitir que mulheres artistas excepcionais desenvolvam seu trabalho. As premiadas são escolhidas com base nas suas realizações anteriores, na sua originalidade, no crescimento artístico e na qualidade do seu trabalho. Desde 1996, cerca de 220 mulheres receberam o prêmio e aproximadamente 5,5 milhões de dólares foram distribuídos.
O prêmio foi fundado por uma artista nova-iorquina que originalmente optou por permanecer anônima. Ela nomeou o prêmio em referência a uma frase do livro A Room of One's Own, de Virginia Woolf, e em reconhecimento a todas as mulheres artistas ao longo dos tempos que permaneceram anônimas por vários motivos. As nomeadoras, que incluem escritoras de arte, curadoras, historiadoras da arte e vencedoras anteriores, também não têm nome.
Em julho de 2018, revelou-se que a artista Susan Unterberg seria a fundadora e financiadora do prêmio. Antes de 2018, ela permanecia anônima para que seu trabalho fosse avaliado em seu próprio contexto, sem ser influenciado por suas contribuições. Em uma entrevista, ela descreveu seus motivos para se manifestar, afirmando: "É um ótimo momento para as mulheres se manifestarem. Sinto que posso ser uma defensora melhor tendo minha própria voz", e que agora ela pode trabalhar abertamente para promover a causa da organização e encorajar filantropas e mulheres artistas. Além das bolsas concedidas, Susan está considerando outras formas de programas, possivelmente seminários, para complementar as bolsas.

## Vencedoras do prêmio
Abaixo estão listadas as vencedoras do prêmio.
| Ano  | Nome                        | Nacionalidade                      | Nascimento         | Ocupação |
| ---- | --------------------------- | ---------------------------------- | ------------------ | --- |
| 2022 | Abigail DeVille             | Estados Unidos                     | 1981               | artista |
| 2021 | Adia Millett                |                                    | 1975               | artista visual |
| 2007 | Agnes Denes                 | Estados Unidos / Hungria           | 1931-05            | artista, pintora, ilustradora, artista conceitual |
| 2013 | Alice Aycock                | Estados Unidos                     | 1946-11-20         | escultora, desenhista, artista conceitual, artista de instalações |
| 2002 | Alison Knowles              | Estados Unidos                     | 1933-04-29         | artista, desenhista, artista de performance, artista visual, artista sonora                                                                                                   |
| 2004 | Alison Saar                 | Haiti / Estados Unidos             | 1956-02-05         | artista, escultora, ilustradora, fotógrafa, pintora, artista de instalações, gravurista                                                                                       |
| 2017 | Amalia Mesa-Bains           | Estados Unidos                     | 1943-07-10         | psicóloga, pintora, curadora |
| 2023 | Amanda Ross-Ho              | Estados Unidos                     | 1975               | artista |
| 2019 | Amie Siegel                 | Estados Unidos                     | 1974               | criadora de vídeos, fotógrafa, cineasta |
| 2017 | Amy Sherald                 | Estados Unidos                     | 1973-08-30         | pintora |
| 2006 | An-My Lê                    | Estados Unidos Vietname            | 1960               | fotógrafa, artista |
| 2011 | Andrea Bowers               | Estados Unidos                     | 1965               | artista desenhista, criadora de vídeos, artista de instalações, escultora |
| 2012 | Andrea Fraser               | Estados Unidos                     | 1965               | artista, artista visual, acadêmica, artista de performance, criadora de vídeos                                                                                                |
| 2009 | Andrea Modica               | Estados Unidos                     | 1960-01-18         | fotógrafa |
| 2021 | Anita Fields                |                                    | 1951               | oleiroa, escultora |
| 2012 | Ann Agee                    | Estados Unidos                     | 1959               | ceramista, escultora |
| 2011 | Ann Hamilton                | Estados Unidos                     | 1956-06-22         | fotógrafa, professora, criadora, escultora, gravurista, artista conceitual, criadora de vídeos, artista de performance                                                        |
| 1998 | Ann Messner                 |                                    | 1952               | ativista pela paz |
| 2021 | Anna Sew Hoy                | Nova Zelândia                      | 1976               | artista, escultora |
| 2001 | Anne Chu                    | Estados Unidos                     | 1959               | artista, desenhista |
| 2010 | Arlene Shechet              | Estados Unidos                     | 1951               | artista |
| 2023 | Athena LaTocha              | Estados Unidos                     |                    | pintor |
| 2021 | Autumn Knight               | Estados Unidos                     | 1980               | artista visual |
| 2020 | Barbara Chase-Riboud        | Estados Unidos / França            | 1939-06-26         | escritora, poetisa, escultora, romancista, desenhista, pintora, historiadora de arte, artista                                                                                 |
| 2023 | Barbara Kasten              | Estados Unidos                     | 1936               | fotógrafa, escultora, pintora |
| 2022 | Beatriz Santiago Munoz      | Porto Rico                         | 1972               | artista, artista multimídia, criadora de vídeos |
| 2008 | Beryl Korot                 | Estados Unidos                     | 1945-09-17         | pintora, artista, produtora de televisão, criadora de vídeos |
| 1999 | Beth B.                     | Estados Unidos                     | 1955               | realizadora de cinema, artista de instalações, realizadora |
| 2018 | Betty Tompkins              | Estados Unidos                     | 1945               | pintora |
| 2012 | Betye Saar                  | Estados Unidos                     | 1926-07-30         | pintora, gravurista, artista gráfica, artista de instalações, escultora, desenhadora de joias, artista                                                                        |
| 2002 | Beverly Buchanan            | Estados Unidos                     | 1940-10-08         | artista, artista visual |
| 2018 | Beverly Fishman             |                                    | 1955               | pintora |
| 2000 | Beverly McIver              | Estados Unidos                     | 1963               | pintora |
| 2014 | Beverly Semmes              | Estados Unidos                     | 1952               | artista, fotógrafa |
| 2023 | Candice Lin                 |                                    |                    | escultora |
| 2004 | Carmelita Tropicana         | Estados Unidos / Cuba              | 1951 - 1957        | atriz, dramaturga |
| 2005 | Carolee Schneemann          | Estados Unidos                     | 1939-10-12         | artista de performance, coreógrafa, pintora, professora universitária, artista gráfica, fotógrafa, artista de instalações, criadora de vídeos, realizadora de cinema, artista |
| 2023 | Carolina Caycedo            | Estados Unidos                     | 1978               | artista, escultora |
| 2007 | Carrie Mae Weems            | Estados Unidos                     | 1953-04-20         | fotógrafa, artista de instalações, criadora de vídeos |
| 2009 | Carrie Moyer                | Estados Unidos                     | 1960               | pintora |
| 2017 | Carrie Yamaoka              | Estados Unidos                     | 1958               | pintora, escultora |
| 2008 | Catherine Lord              | Estados Unidos                     | 1949-01-26         | professora universitária, escritora, ativista |
| 2000 | Catherine Murphy            | Estados Unidos                     | 1946               | pintora, desenhista, artista |
| 2023 | Cauleen Smith               | Estados Unidos                     | 1967-09-25         | realizadora de cinema, artista multimídia |
| 1999 | Cecilia Vicuña              | Chile                              | 1948-07-22         | poetisa, intérprete, realizadora de cinema, pintora, professora |
| 2000 | Chakaia Booker              | Estados Unidos                     | 1953               | artista visual, escultora |
| 1997 | Cheryl Donegan              | Estados Unidos                     | 1962               | artista, criadora de vídeos, pintora |
| 1997 | Cheryl Dunye                | Estados Unidos                     | 1966-05-13         | atora, realizadora de cinema, produtora cinematográfica, argumentista, professora universitária, atriz de cinema                                                              |
| 2020 | Chitra Ganesh               | Estados Unidos                     | 1975               | artista, gravurista |
| 2008 | Christy Rupp                | Estados Unidos                     | 1949               | artista |
| 1998 | Cindy Bernard               | Estados Unidos                     | 1959               | fotógrafa, artista conceitual, artista sonora |
| 2001 | Clarissa T. Sligh           | Estados Unidos                     | 1939               | fotógrafa, escritora, gravurista, artista, ensaísta |
| 2020 | Claudia Joskowicz           | Bolívia                            | 1968               | criadora de vídeos |
| 1996 | Claudia Matzko              |                                    | 1956               | artista |
| 2021 | Coco Fusco                  | Estados Unidos                     | 1960-06-18         | escritora, artista de performance, artista visual |
| 2002 | Connie Samaras              | Estados Unidos                     | 1950               | fotógrafa |
| 2022 | Coreen Simpson              | Estados Unidos                     | 1942-02-18         | fotógrafa |
| 2020 | D.Y. Begay                  |                                    | 1958               | tecelã |
| 2011 | Dara Birnbaum               | Estados Unidos                     | 1946               | artista visual, produtora de televisão, criadora de vídeos, artista de instalações                                                                                            |
| 2005 | Deborah Hoffmann            | Estados Unidos                     | 1947-10            | realizadora de cinema, montadora |
| 2002 | Deborah Luster              | Estados Unidos                     | 1951-04-27         | fotógrafa, artista, folclorista |
| 2018 | Deborah Roberts             | Estados Unidos                     | 1962               | artista visual |
| 1996 | Deborah Willis              | Estados Unidos                     | 1948-02-05         | fotógrafa, historiadora, historiadora de arte |
| 2021 | Delphine A. Fawundu         |                                    | 1971               | cineasta, fotógrafa |
| 2013 | Diana Cooper                | Estados Unidos                     | 1964               | pintora, fotógrafa |
| 2007 | Diane Edison                |                                    | 1950               | pintora |
| 2019 | Diane Simpson               | Estados Unidos                     | 1935               | artista, escultora |
| 2023 | Dindga McCannon             | Estados Unidos                     | 1947-07-31         | artista visual |
| 2015 | Dona Rae Nelson             | Estados Unidos                     | 1947               | pintora |
| 2022 | Donna Conlon                | Estados Unidos / Panamá            | 1966               | criadora de vídeos, artista multimídia |
| 2015 | Donna Dennis                | Estados Unidos                     | 1942               | escultora, artista |
| 2018 | Dotty Attie                 | Estados Unidos                     | 1938-03-20         | pintora, fotógrafa, gravurista, artista |
| 2023 | Drew Shiflett               | Estados Unidos                     | 1951               | desenhista, escultora |
| 2021 | Dyani White Hawk            | Estados Unidos                     | 1976               | curadora |
| 2016 | Eiko Otake                  |                                    | 1952               | bailarina, coreógrafa |
| 2009 | Elana Herzog                | Estados Unidos                     | 1954               | artista de instalações |
| 2011 | Eleanor Antin               | Estados Unidos                     | 1935-02-27         | fotógrafa, professora universitária, artista visual, criadora de vídeos, artista conceitual, artista de performance, artista                                                  |
| 2020 | Elena Del Rivero            | Espanha                            | 1952-1949          | artista, desenhista |
| 2019 | Elia Alba                   | Estados Unidos                     | 1962               | artista visual, artista multimídia |
| 2014 | Elise Siegel                |                                    | 1952               | artista, escultora |
| 2010 | Elizabeth A. LeCompte       | Estados Unidos                     | 1944-04-28         | encenadora, cenógrafa, musicista |
| 2014 | Elizabeth King              |                                    | 1950               | escultora |
| 2004 | Elizabeth Lyons             |                                    |                    | escultora |
| 2006 | Ellen Bruno                 | Estados Unidos                     |                    | diretora de documentários, realizadora de cinema |
| 1998 | Ellen Driscoll              | Estados Unidos                     | 1953               | artista, escultora, desenhista, artista de instalações |
| 2023 | Erika Ranee                 | Estados Unidos                     | 1965-04-08         | pintora |
| 2010 | Eve Sussman                 | Reino Unido / Estados Unidos       | 1961               | artista, realizadora de cinema, criadora de vídeos |
| 2006 | Frances Barth               | Estados Unidos                     | 1946               | pintora, desenhista |
| 2003 | Frances Reid                | Estados Unidos                     | 1914-12-09         | atora, atriz de teatro, televisão e cinema |
| 2008 | Frances Stark               | Estados Unidos                     | 1967               | escritora, artista, designer, desenhista, produtora de televisão, artista visual, jornalista de opinião, criadora de vídeos                                                   |
| 2008 | Gail Dolgin                 | Estados Unidos                     | 1945-04-04         | realizadora de cinema |
| 2002 | Gail Wight                  |                                    | 1960               | acadêmica, professora universitária, artista |
| 2003 | Gillian Jagger              | Estados Unidos                     | 1930               | escultora |
| 1996 | Gina Lamb                   |                                    |                    | |
| 1999 | Ginny Bishton               | Estados Unidos                     | 1967               | artista, desenhista |
| 1997 | Gretchen Bender             | Estados Unidos                     | 1951               | artista, gravurista, fotógrafa, produtora de televisão |
| 2003 | Hanneline Røgeberg          | Noruega                            | 1963               | pintora |
| 2014 | Harmony Hammond             | Estados Unidos                     | 1944-02-08         | artista |
| 2018 | Heather Hart                | Estados Unidos                     | 1975-05-03         | artista |
| 2019 | Heide Fasnacht              | Estados Unidos                     | 1951-01-12         | desenhista, professora universitária |
| 2014 | Hilja Keading               | Estados Unidos                     | 1960-05-16         | artista de instalações, criadora de vídeos, produtora de televisão |
| 2006 | Howardena Pindell           | Estados Unidos                     | 1943-04-04         | pintora, artista visual, ilustradora, artista |
| 2009 | Ida Applebroog              | Estados Unidos                     | 1929-11-11         | pintora, escultora, desenhista, artista conceitual, artista |
| 2004 | J. Morgan Puett             | Estados Unidos                     | 1957               | artista, designer de moda |
| 2012 | Jae Ko                      |                                    |                    | artista |
| 2001 | Jan Yager                   | Estados Unidos                     | 1951               | desenhadora de joias, artista, artista visual |
| 2013 | Jane Hammond                | Estados Unidos                     | 1950-06-27         | pintora, gravurista |
| 2004 | Janet Biggs                 | Estados Unidos                     | 1959               | fotógrafa, produtora de televisão |
| 2014 | Janine Antoni               | Estados Unidos / Bahamas           | 1964-01-19         | artista, escultora, artista de performance, artista de instalações, fotógrafa                                                                                                 |
| 2022 | Jaune Quick-To-See Smith    | Estados Unidos                     | 1940-01-15         | pintora, gravurista, artista |
| 1998 | Jeanne Dunning              | Estados Unidos                     | 1960               | fotógrafa |
| 1996 | Jeanne Silverthorne         | Estados Unidos                     | 1950-01-07         | artista, escultora |
| 2017 | Jennie C. Jones             | Estados Unidos                     | 1968               | artista, gravurista |
| 2015 | Jennifer Montgomery         | Estados Unidos                     | 1961               | artista visual |
| 2019 | Jennifer Wen Ma             | China                              | 1973               | artista |
| 2004 | Jessica Diamond             | Estados Unidos                     | 1957-06-06         | artista visual, desenhista, fotógrafa, artista de instalações, artista gráfica, artista conceitual                                                                            |
| 2012 | Jessica Stockholder         | Estados Unidos                     | 1959               | artista visual, gravurista, escultora, artista de instalações |
| 2007 | Jill Slosburg-Ackerman      |                                    | 1948               | |
| 1998 | Joan Jonas                  | Estados Unidos                     | 1936-07-13         | coreógrafa, professora universitária, artista visual, produtora de televisão, artista multimídia, artista de performance, criadora de vídeos                                  |
| 2003 | Joan Nelson                 | Estados Unidos                     | 1958               | pintora, gravurista |
| 2007 | Joan Semmel                 | Estados Unidos                     | 1932-10-19         | pintora, gravurista, artista |
| 2004 | Joy Garnett                 | Estados Unidos                     | 1965               | pintora |
| 2010 | Joyce Pensato               | Estados Unidos                     | 1941-08-20         | pintora, desenhista |
| 1997 | Joyce Scott                 | Austrália                          | 1942-12-04         | ceramista |
| 2020 | Juana Valdes                |                                    | 1963               | artista visual |
| 2001 | Judith Barry                | Estados Unidos                     | 1954-1949          | artista visual, criadora de vídeos |
| 2006 | Judith Bernstein            | Estados Unidos                     | 1942-10-14         | artista visual, gravurista, pintora, desenhista, artista |
| 2000 | Judith Joy Ross             | Estados Unidos                     | 1946               | fotógrafa |
| 1999 | Judith Linhares             | Estados Unidos                     | 1940               | pintora |
| 2011 | Judith Shea                 | Estados Unidos                     | 1948               | escultora, ilustradora |
| 2021 | Judithe Hernández           | Estados Unidos                     | 1948               | pintora, educadora |
| 1999 | Judy Fox                    | Estados Unidos                     | 1957               | escultora, ceramista, artista |
| 1997 | Judy Glantzman              |                                    | 1956               | artista |
| 2005 | Judy Linn                   | Estados Unidos                     | 1947               | fotógrafa |
| 2012 | Judy Pfaff                  | Estados Unidos                     | 1946               | escultora, artista gráfica, pintora, artista de instalações, gravurista, artista                                                                                              |
| 2015 | Julianne Swartz             | Estados Unidos                     | 1967-04-29         | artista sonora |
| 2021 | Julie Tolentino             |                                    |                    | coreógrafa |
| 2011 | Jungjin Lee                 |                                    |                    | |
| 2022 | Ka-Man Tse                  |                                    |                    | artista |
| 2020 | Karen Gunderson             | Estados Unidos                     | 1943               | artista |
| 2019 | Karina Skvirsky             |                                    | 1969               | artista |
| 2020 | Karyn Olivier               | Trindade e Tobago / Estados Unidos |                    | artista visual, artista |
| 2018 | Kate Gilmore                | Estados Unidos                     | 1975               | criadora de vídeos, artista de performance, escultora, fotógrafa |
| 2005 | Kathryn Spence              |                                    | 1963               | escultora, artista de instalações |
| 2002 | Kathy Butterly              | Estados Unidos                     | 1963               | escultora, desenhista |
| 1997 | Kathy Grove                 | Estados Unidos                     | 1948               | fotógrafa |
| 2013 | Katy Grannan                | Estados Unidos                     | 1969               | fotógrafa |
| 2009 | Kay Rosen                   | Estados Unidos                     | 1949-1947          | pintora, gravurista, criadora de vídeos, artista ceonceitual, artista de instalações                                                                                          |
| 2008 | KayLynn Deveney             |                                    |                    | fotógrafa |
| 2009 | Kelly Reichardt             | Estados Unidos                     | 1964-03-03         | realizadora de cinema, argumentista, montadora, realizadora |
| 1996 | Kim Yasuda                  | Estados Unidos                     | 1960               | artista, escultora |
| 2002 | Kimsooja                    | Coreia do Sul                      | 1957               | artista de instalações, produtora de televisão, criadora de vídeos |
| 2014 | Kira Lynn Harris            | Estados Unidos                     | 1963               | artista, produtora de televisão |
| 2000 | Kukuli Velarde              | Peru                               | 1962-11-29         | artista visual, ceramista, professora |
| 2000 | Laura Aguilar               | Estados Unidos                     | 1959-10-26         | fotógrafa |
| 2016 | Laura Anderson Barbata      | México                             | 1958               | fotógrafa, desenhista |
| 2001 | Laura Letinsky              | Canadá                             | 1962               | fotógrafa |
| 2010 | Laura Poitras               | Estados Unidos                     | 1964-02-02         | produtora cinematográfica, realizadora de cinema, jornalista, cinegrafista, diretora de fotografia, argumentista, documentarista                                              |
| 2008 | Lesley Dill                 | Estados Unidos                     | 1950 1949          | artista, pintora, gravurista |
| 2022 | Leslie Hewitt               | Estados Unidos                     | 1977               | artista, fotógrafa |
| 2007 | Leslie Thornton             | Estados Unidos                     | 1951               | realizadora de cinema, pintora, produtora cinematográfica, montadora, diretora de fotografia                                                                                  |
| 2011 | Linda Besemer               | Estados Unidos                     | 1957               | pintora |
| 2020 | Linda Goode Bryant          | Estados Unidos                     | 1949               | realizadora de cinema, galerista |
| 2023 | Linn Meyers                 | Estados Unidos                     | 1968-03-17         | pintora |
| 1998 | Lisa Lewenz                 |                                    | 1954               | realizadora de cinema |
| 2015 | Lisa Sanditz                | Estados Unidos                     | 1973               | pintora |
| 2015 | Lisa Sigal                  | Estados Unidos                     | 1962               | artista, escultora |
| 2023 | Liz Collins                 | Estados Unidos                     | 1968               | artista, designer de moda, artista têxtil, professora |
| 2004 | Liz Deschenes               | Estados Unidos                     | 1966               | artista, fotógrafa |
| 2000 | Liz Larner                  | Estados Unidos                     | 1960               | artista, desenhista, artista de instalações, escultora |
| 2013 | Liza Lou                    | Estados Unidos                     | 1969               | artista, escultora, gravurista |
| 2007 | Lois Conner                 | Estados Unidos                     | 1951               | fotógrafa |
| 2012 | Lorna Simpson               | Estados Unidos                     | 1960-08-13         | fotógrafa, gravurista, criadora de vídeos, desenhista, artista de instalações, cineasta                                                                                       |
| 2008 | Lorraine O'Grady            | Estados Unidos                     | 1934               | fotógrafa, artista de performance, artista conceitual, criadora de vídeos |
| 2010 | Louise Lawler               | Estados Unidos                     | 1947               | fotógrafa, artista visual |
| 2016 | Lourdes Portillo            | Estados Unidos / México            | 1944               | realizadora de cinema, argumentista, produtora cinematográfica |
| 1996 | Lucy Winer                  |                                    |                    | |
| 2002 | Lutz Bacher                 | Estados Unidos                     | 1943-09-21         | artista, escultora, artista de instalações de video |
| 2014 | Lynn Hershman Leeson        | Estados Unidos                     | 1941-06-17         | argumentista, produtora cinematográfica, artista visual, fotógrafa, artista, produtora de televisão, cineasta, artista de performance e de instalações                        |
| 1996 | Lynne Yamamoto              | Estados Unidos                     | 1961               | artista, gravurista |
| 1997 | Maren Hassinger             | Estados Unidos                     | 1947               | escultora, bailarina, professora universitária |
| 2000 | Margaret Honda              | Estados Unidos                     | 1961               | escultora, cineasta, artista de instalações |
| 2003 | Maria Elena Gaitan          |                                    |                    | |
| 1997 | Maria Elena Gonzalez        | Estados Unidos                     | 1957               | escultora, artista contemporânea |
| 2018 | Maria Magdalena Campos-Pons | Estados Unidos / Cuba              | 1959-08-22         | pintora, curadora, artista visual, gravurista, fotógrafa, artista de performance, escultora, criadora de vídeos, professora                                                   |
| 2001 | Maria Nordman               | Estados Unidos / Alemanha          | 1666-06-22         | artista visual e conceitual |
| 2021 | Marian Zazeela              | Estados Unidos                     | 1940-04-15         | pintora, escultora, gravurista, musicista |
| 2014 | Marianne Weems              | Estados Unidos                     | 1960               | encenadora |
| 2006 | Marie Watt                  | Estados Unidos                     | 1967               | gravurista |
| 2017 | Marisa Morán Jahn           | Estados Unidos                     | 1977               | artista multimídia, professora, escritora |
| 2019 | Marsha Cottrell             | Estados Unidos                     | 1964               | pintora, desenhista |
| 2001 | Marta Chilindron            |                                    | 1951               | escultora |
| 2017 | Martha Diamond              | Estados Unidos                     | 1944-05-01         | artista, pintora, gravurista |
| 2006 | Martha Rosler               | Estados Unidos                     | 1943-07-29         | fotógrafa, artista visual, produtora de televisão, artista de performance, artista de instalações, criadora de vídeos                                                         |
| 2006 | Mary Heilmann               | Estados Unidos                     | 1940               | pintora, gravurista |
| 2012 | Mary Kelly                  | Estados Unidos                     | 1941-06-07         | artista, professora, escritora, artista ceonceitual |
| 2022 | Mary L. O'Neal              |                                    | 1942-02-10         | artista |
| 1997 | Mary Lucier                 | Estados Unidos                     | 1944               | artista visual, produtora de televisão |
| 2011 | Mary Miss                   | Estados Unidos                     | 1944-05-27         | artista, gravurista, fotógrafa, artista de instalações |
| 2010 | Maureen Connor              | Estados Unidos                     | 1947               | artista |
| 2016 | Medrie Macphee              | Canadá                             | 1953               | artista |
| 2003 | Meg Cranston                | Estados Unidos                     | 1960-09-25         | artista, escultora, pintora, desenhista |
| 2005 | Meg Webster                 | Estados Unidos                     | 1944               | artista, escultora, artista de instalações |
| 2003 | Melissa Miller              | Estados Unidos                     | 1951               | pintora, desenhista |
| 2017 | Mia Westerlund Roosen       | Estados Unidos                     | 1942               | artista |
| 2022 | Micha Cárdenas              | Estados Unidos                     | 1977               | artista |
| 2017 | Michelle Stuart             | Estados Unidos                     | 1933 - 1938 - 1940 | artista, pintora, escultora, desenhista, artista conceitual |
| 2018 | Michèle Stephenson          | Haiti                              |                    | produtora cinematográfica, realizadora de cinema |
| 2013 | Mickalene Thomas            | Estados Unidos                     | 1971-01-28         | pintora, fotógrafa, produtora de televisão |
| 2001 | Mierle Laderman Ukeles      | Estados Unidos                     | 1939               | artista |
| 2000 | Mildred Howard              | Estados Unidos                     | 1945               | artista, escultora |
| 2022 | Mira Schor                  | Estados Unidos                     | 1950-06-01         | pintora, jornalista, artista visual, escritora, editora |
| 2007 | Miriam Beerman              | Estados Unidos                     | 1923               | pintora |
| 2004 | Moyra Davey                 | Canadá                             | 1958               | fotógrafa |
| 2017 | Nancy Bowen                 |                                    |                    | escultora, desenhista |
| 1999 | Nancy Burson                | Estados Unidos                     | 1948               | artista, fotógrafa, artista visual |
| 2005 | Nancy Chunn                 | Estados Unidos                     | 1941               | pintora |
| 2003 | Nancy Davenport             |                                    | 1965               | fotógrafa |
| 1997 | Nancy Davidson              | Estados Unidos                     | 1943-11-03         | artista, escultora, criadora de vídeos, designer |
| 2003 | Nancy Dwyer                 | Estados Unidos                     | 1954               | pintora |
| 2008 | Nancy Shaver                |                                    | 1946               | artista |
| 2021 | Nanette Carter              | Estados Unidos                     | 1954-01-30         | artista, professora |
| 2001 | Nao Bustamante              | Estados Unidos                     | 1969-09-03         | artista multimídia |
| 1998 | Nene Humphrey               | Estados Unidos                     | 1947-03-18         | artista |
| 2014 | Nicole Eisenman             | Estados Unidos                     | 1965               | pintora, gravurista, fotógrafa, escultora, artista de instalações |
| 2003 | Nina Katchadourian          | Estados Unidos                     | 1968               | artista, fotógrafa, criadora de vídeos |
| 2019 | Nona Faustine               | Estados Unidos                     |                    | fotógrafa |
| 2021 | Oletha deVane               |                                    | 2021               | escultora |
| 2015 | Pam Lins                    | Estados Unidos                     |                    | artista, escultora |
| 2002 | Pat de Groot                |                                    | 1930               | |
| 2009 | Patricia Cronin             | Estados Unidos                     | 1963               | artista |
| 2018 | Patty Chang                 | Estados Unidos                     | 1972-02-03         | realizadora de cinema, artista visual, artista de performance |
| 2007 | Paula Hayes                 | Estados Unidos                     | 1958               | artista, escultora |
| 2009 | Penelope Umbrico            | Estados Unidos                     | 1957-01-31         | fotógrafa |
| 2007 | Petah Coyne                 | Estados Unidos                     | 1953-09-30         | artista, escultora, fotógrafa |
| 2022 | Philemona Williamson        | Estados Unidos                     | 1951               | pintora |
| 2009 | Phyllis Bramson             | Estados Unidos                     | 1941               | pintora |
| 1998 | Polly Apfelbaum             | Estados Unidos                     | 1955               | artista visual |
| 1996 | Rachel Berwick              |                                    | 1962               | artista, escultora |
| 2015 | Rachel Harrison             | Estados Unidos                     | 1966               | pintora, escultora, fotógrafa, artista |
| 2021 | Renée Green                 | Estados Unidos                     | 1959               | artista, artista visual, historiadora de arte, fotógrafa, produtora de televisão, cineasta, artista de instalações                                                            |
| 1999 | Renée Stout                 | Estados Unidos                     | 1958               | pintora, artista |
| 2019 | Rhodessa Jones              |                                    |                    | intérprete |
| 2000 | Ritsuko Taho                | Japão                              | 1950               | historiadora de arte, artista |
| 1996 | Robin Mitchell              |                                    |                    | pintora |
| 2008 | Rochelle Feinstein          | Estados Unidos                     | 1947               | pintora, gravurista |
| 2018 | Rocío Rodríguez             |                                    | 1952               | pintora, artista visual |
| 2016 | Rona Pondick                | Estados Unidos                     | 1952-04-18         | escultora, ilustradora |
| 1999 | Ruth Marten                 |                                    | 1949               | ilustradora, pintora, escultora |
| 2010 | Samm Kunce                  |                                    | 1956               | artista |
| 2002 | Sana Musasama               |                                    | 1957-03-29         | ceramista, artista |
| 2004 | Sarah McEneaney             | Estados Unidos                     | 1955-01-31         | pintora, artista visual |
| 2013 | Sarah Oppenheimer           | Estados Unidos                     | 1972               | artista, escultora, artista de instalações |
| 2023 | Saya Woolfalk               | Estados Unidos                     | 1979-09-20         | artista |
| 2005 | Senga Nengudi               | Estados Unidos                     | 1943               | escultora, curadora, artista de performance |
| 1998 | Sermin Kardestuncer         |                                    |                    | |
| 2013 | Sharon Hayes                | Estados Unidos                     | 1970               | artista, artista visual |
| 2005 | Sharon Horvath              |                                    | 1958               | pintora, artista |
| 1999 | Sheila Batiste              |                                    |                    | artista visual |
| 2011 | Sheila Pepe                 |                                    | 1959               | escultora |
| 1996 | Shellburne Thurber          | Estados Unidos                     | 1949               | fotógrafa |
| 1998 | Shelly Silver               | Estados Unidos                     | 1957-07-16         | realizadora de cinema, produtora de televisão, montadora, realizadora |
| 2016 | Shinique Smith              | Estados Unidos                     | 1971-01-09         | artista, artista de instalações, pintora, escultora, artista têxtil |
| 2022 | Shirley Woodson             |                                    | 1936               | pintora, artista, historiadora de arte |
| 2016 | Shiva Ahmadi                |                                    | 1975               | artista |
| 2015 | Simone Forti                | Estados Unidos                     | 1935-03-25         | compositora, coreógrafa, professora de música, bailarina, escritora, artista                                                                                                  |
| 2016 | Simone Leigh                | Estados Unidos                     | 1967               | escultora, ceramista, cineasta |
| 2016 | Sonya Clark                 | Estados Unidos                     | 1967               | artista, professora universitária |
| 2023 | Stanya Kahn                 | Estados Unidos                     | 1968               | criadora de vídeos, produtora de televisão |
| 2017 | Stefanie Jackson            | Estados Unidos                     |                    | pintora |
| 2023 | Steffani Jemison            | Estados Unidos                     | 1981               | artista |
| 1999 | Steina Vasulka              | Islândia / Estados Unidos          | 1940-01-30         | criadora de vídeos, artista, artista multimídia, artista sonora |
| 2023 | Suchitra Mattai             | Guiana                             | 1973               | artista |
| 2013 | Suzan Frecon                | Estados Unidos                     | 1941-02-12         | pintora, desenhista, artista |
| 2013 | Suzanne Lacy                | Estados Unidos                     | 1945               | fotógrafa, artista de performance, escritora, artista de instalações |
| 2010 | Suzanne McClelland          | Estados Unidos                     | 1959               | pintora, gravurista, criadora de vídeos |
| 2022 | Syd Carpenter               | Estados Unidos                     | 1953               | artista, professora, escultora, ceramista, artista visual |
| 2016 | Tania Bruguera              | Cuba                               | 1968-07-18         | artista, pintora, encenadora, artista de performance e de instalações |
| 2009 | Taylor Davis                | Estados Unidos                     | 1959               | escultora |
| 2006 | Terry Evans                 | Estados Unidos                     | 1944-08-30         | fotógrafa, artista |
| 1997 | Tomie Arai                  | Estados Unidos                     | 1949               | artista |
| 2019 | Torkwase Dyson              |                                    | 1973               | artista |
| 2013 | Uta Barth                   | Estados Unidos / Alemanha          | 1958-01-29         | fotógrafa, professora universitária, pintora |
| 2005 | Valeska Soares              | Brasil                             | 1957               | artista visual, artista de instalações |
| 2010 | Victoria Sambunaris         | Estados Unidos                     | 1964               | fotógrafa |
| 2020 | Virginia Jaramillo          |                                    | 1939               | artista visual |
| 2015 | Wendy Ewald                 | Estados Unidos                     | 1951               | fotógrafa |
| 2022 | Wendy Red Star              |                                    | 1981               | artista multimídia, fotógrafa, criadora, escultora |
| 2006 | Xenobia Bailey              |                                    | 1955               | designer de moda, artista visual, figurinista |
| 2001 | Yong Soon Min               | Estados Unidos                     | 1953-04-29         | artista, fotógrafa, gravurista, professora, artista de instalações |
| 2022 | Yreina D. Cervantez         |                                    | 1952               | pintora, muralista, gravurista |
| 2013 | Yvonne Rainer               | Estados Unidos                     | 1934-11-24         | realizadora de cinema, argumentista, coreógrafa, bailarina, cineasta, artista                                                                                                 |
| 2011 | Yōko Inoue                  | Japão                              | 1955               | arquiteta |
| 2005 | Zoe Leonard                 | Estados Unidos                     | 1961               | fotógrafa, gravurista, artista, ativista, criadora de vídeos |